# آردالا
آردالا (به سوئدی: Ardala) یک منطقهٔ مسکونی در سوئد است که در بخش اسکارا واقع شده‌است. آردالا ۰٫۵۳ کیلومتر مربع مساحت و ۷۲۵ نفر جمعیت دارد.